# Kegelkoordinaten

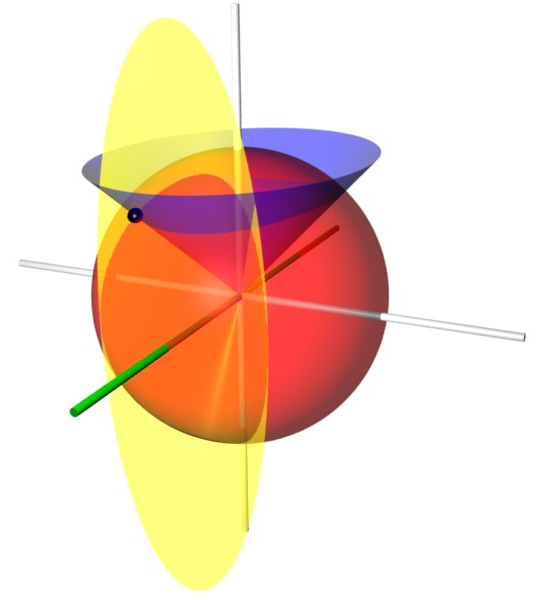
Koordinatenflächen der Kegel Koordinaten mit b=1 und c=2. Auf der roten Kugel ist r=2, auf dem blauen Kegel mit senkrechter Achse ist θ=cosh(1) und auf dem gelben Kegel, dessen Achse grün ist, ist λ^{2} = 2/3. Der schwarze Kreis markiert einen Punkt mit den kartesischen Koordinaten (1.26, -0.78, 1.34).

Kegelkoordinaten sind orthogonale Koordinaten, in denen ein Punkt des dreidimensionalen Raums durch Angabe der Lage auf einer Kugel und zwei elliptischen Kegeln bestimmt wird, siehe Bild.
Kegelkoordinaten (englisch conical coordinates:37:659) erlauben immer eine Trennung der Veränderlichen in der Laplace- und Helmholtz-Gleichung,:8 was deren Lösung vereinfacht. Kegelkoordinaten bieten sich zur Lösung von Randwertaufgaben dort an, wo die Ränder des Gebiets kugel- oder kegelförmig sind. Zur Anpassung an diese Ränder dienen zwei Parameter, im Bild b und c, die die Form der #Koordinatenflächen beeinflussen. Kegelkoordinaten wurden auf mehrere verschiedene Arten definiert.
Sie sind nicht zu verwechseln mit den nicht-orthogonalen Polarkoordinaten gleichen Namens.

## Koordinatenflächen
Die kartesischen Koordinaten {\displaystyle (x,y,z)} berechnen sich aus den Kegelkoordinaten {\displaystyle r,\theta ,\lambda \in \mathbb {R} ,r,\theta >0} bei gegebenem {\displaystyle b,c\in \mathbb {R} } gemäß::37
{\displaystyle {\vec {r}}:={\begin{pmatrix}x\\y\\z\end{pmatrix}}={\frac {r}{bc{\sqrt {c^{2}-b^{2}}}}}{\begin{pmatrix}\theta \lambda {\sqrt {c^{2}-b^{2}}}\\c{\sqrt {(\theta ^{2}-b^{2})(b^{2}-\lambda ^{2})}}\\b{\sqrt {(c^{2}-\theta ^{2})(c^{2}-\lambda ^{2})}}\end{pmatrix}}}
Damit das möglich ist, muss
{\displaystyle 0\leq \lambda ^{2}<b^{2}<\theta ^{2}<c^{2}}
sein. Die Koordinatenflächen bestehen  aus einer Kugel (r=const., rot im Bild oben),
{\displaystyle x^{2}+y^{2}+z^{2}=r^{2}}
einem elliptischen Kegel um die z-Achse (θ=const., blau im Bild oben),
{\displaystyle {\frac {x^{2}}{\theta ^{2}}}+{\frac {y^{2}}{\theta ^{2}-b^{2}}}-{\frac {z^{2}}{c^{2}-\theta ^{2}}}=0}
und einem elliptischen Kegel um die x-Achse (λ=const., gelb im Bild oben),
{\displaystyle {\frac {x^{2}}{\lambda ^{2}}}-{\frac {y^{2}}{b^{2}-\lambda ^{2}}}-{\frac {z^{2}}{c^{2}-\lambda ^{2}}}=0}
Aus obigen drei Gleichungen können die Koordinatenquadrate bestimmt werden:
{\displaystyle {\begin{aligned}r^{2}=&x^{2}+y^{2}+z^{2}\\\theta ^{2}=&{\frac {b^{2}(r^{2}-y^{2})+c^{2}(r^{2}-z^{2})+{\sqrt {[b^{2}(r^{2}-y^{2})+c^{2}(r^{2}-z^{2})]^{2}-(2bcrx)^{2}}}}{2r^{2}}}\\\lambda ^{2}=&{\frac {b^{2}(r^{2}-y^{2})+c^{2}(r^{2}-z^{2})-{\sqrt {[b^{2}(r^{2}-y^{2})+c^{2}(r^{2}-z^{2})]^{2}-(2bcrx)^{2}}}}{2r^{2}}}\end{aligned}}}

## Alternative Formulierungen
Eine alternative Formulierung:659 benutzt die Koordinaten
{\displaystyle {\begin{aligned}\xi _{1}=&r,\;\xi _{2}={\frac {\sqrt {b^{2}-\lambda ^{2}}}{c}}=\alpha \,{\rm {cn}}(\mu ,\alpha ),\;\xi _{3}={\frac {\sqrt {\theta ^{2}-b^{2}}}{c}}=\beta \,{\rm {cn}}(\nu ,\beta )\\x=&{\frac {\xi _{1}}{\alpha }}{\sqrt {(\alpha ^{2}-\xi _{2}^{2})(\alpha ^{2}+\xi _{3}^{2})}}=\xi _{1}\,{\rm {sn}}(\mu ,\alpha )\,{\rm {dn}}(\nu ,\beta )\\y=&{\frac {\xi _{1}}{\beta }}{\sqrt {(\beta ^{2}+\xi _{2}^{2})(\beta ^{2}-\xi _{3}^{2})}}=\xi _{1}\,{\rm {dn}}(\mu ,\alpha )\,{\rm {sn}}(\nu ,\beta )\\z=&{\frac {\xi _{1}\xi _{2}\xi _{3}}{\alpha \beta }}=\xi _{1}\,{\rm {cn}}(\mu ,\alpha )\,{\rm {cn}}(\nu ,\beta )\end{aligned}}}
mit den drei grundlegenden Jacobischen Funktionen sinus– sn, cosinus– cn bzw. delta amplitudinis dn, dem elliptischen Modul {\displaystyle \alpha ={\sqrt {b/c}}}, dem komplementären Parameter {\displaystyle \beta ={\sqrt {1-\alpha ^{2}}}} und beliebigen Variablen μ,ν∈ℝ.
Die Koordinatenflächen sind hier eine Kugel und elliptische Kegel um die x- und y-Achse:
{\displaystyle {\begin{aligned}{\frac {x^{2}+y^{2}+z^{2}}{\xi _{1}^{2}}}=&1\\{\frac {x^{2}}{\alpha ^{2}-\xi _{2}^{2}}}-{\frac {y^{2}}{\beta ^{2}+\xi _{2}^{2}}}-{\frac {z^{2}}{\xi _{2}^{2}}}=&0\\{\frac {x^{2}}{\alpha ^{2}+\xi _{3}^{2}}}-{\frac {y^{2}}{\beta ^{2}-\xi _{3}^{2}}}+{\frac {z^{2}}{\xi _{3}^{2}}}=&0\end{aligned}}}
Hieraus lässt sich für die in diesem Artikel benutzte Formulierung
{\displaystyle {\begin{aligned}\theta =&c\,{\rm {dn}}(\nu ,\beta ),\;\lambda =b\,{\rm {sn}}(\mu ,\alpha )\\x=&r\,{\rm {sn}}(\mu ,\alpha )\,{\rm {dn}}(\nu ,\beta ),\;y=r\,{\rm {cn}}(\mu ,\alpha )\,{\rm {cn}}(\nu ,\beta ),\;z=r\,{\rm {dn}}(\mu ,\alpha )\,{\rm {sn}}(\nu ,\beta )\end{aligned}}}
ableiten.

## Metrische Faktoren, Weg- und Volumenelemente
Die kovarianten Basisvektoren sind mit {\displaystyle {\vec {r}}=(x,y,z)^{\top }}:
{\displaystyle {\vec {g}}_{r}:={\frac {\partial {\vec {r}}}{\partial r}}={\frac {1}{r}}{\begin{pmatrix}x\\y\\z\end{pmatrix}},\;{\vec {g}}_{\theta }:={\frac {\partial {\vec {r}}}{\partial \theta }}={\begin{pmatrix}{\frac {x}{\theta }}\\{\frac {y\theta }{\theta ^{2}-b^{2}}}\\{\frac {-z\theta }{c^{2}-\theta ^{2}}}\end{pmatrix}},\;{\vec {g}}_{\lambda }:={\frac {\partial {\vec {r}}}{\partial \lambda }}={\begin{pmatrix}{\frac {x}{\lambda }}\\{\frac {y\lambda }{\lambda ^{2}-b^{2}}}\\{\frac {-z\lambda }{c^{2}-\lambda ^{2}}}\end{pmatrix}}}
die, wie es sein muss, senkrecht zueinander sind, und deren Beträge die metrischen Faktoren sind:
{\displaystyle {\begin{aligned}h_{r}:=|{\vec {g}}_{r}|=1,\quad h_{\theta }:=|{\vec {g}}_{\theta }|=r{\sqrt {\frac {\theta ^{2}-\lambda ^{2}}{(\theta ^{2}-b^{2})(c^{2}-\theta ^{2})}}},\\h_{\lambda }:=|{\vec {g}}_{\lambda }|=r{\sqrt {\frac {\theta ^{2}-\lambda ^{2}}{(b^{2}-\lambda ^{2})(c^{2}-\lambda ^{2})}}}\end{aligned}}}
Das Orthonormalsystem ist dann
{\displaystyle {\begin{aligned}{\hat {c}}_{1}=&{\frac {1}{bc{\sqrt {c^{2}-b^{2}}}}}{\begin{pmatrix}\theta \lambda {\sqrt {c^{2}-b^{2}}}\\c{\sqrt {(\theta ^{2}-b^{2})(b^{2}-\lambda ^{2})}}\\b{\sqrt {(c^{2}-\theta ^{2})(c^{2}-\lambda ^{2})}}\end{pmatrix}}/()\\{\hat {c}}_{2}=&{\frac {1}{bc{\sqrt {(c^{2}-b^{2})(\theta ^{2}-\lambda ^{2})}}}}{\begin{pmatrix}\lambda {\sqrt {c^{2}-b^{2}}}{\sqrt {(\theta ^{2}-b^{2})(c^{2}-\theta ^{2})}}\\\theta c{\sqrt {(c^{2}-\theta ^{2})(b^{2}-\lambda ^{2})}}\\-\theta b{\sqrt {(\theta ^{2}-b^{2})(c^{2}-\lambda ^{2})}}\end{pmatrix}}\\{\hat {c}}_{3}=&{\frac {1}{bc{\sqrt {(c^{2}-b^{2})(\theta ^{2}-\lambda ^{2})}}}}{\begin{pmatrix}\theta {\sqrt {c^{2}-b^{2}}}{\sqrt {(c^{2}-\lambda ^{2})(b^{2}-\lambda ^{2})}}\\-\lambda c{\sqrt {(\theta ^{2}-b^{2})(c^{2}-\lambda ^{2})}}\\-\lambda b{\sqrt {(c^{2}-\theta ^{2})(b^{2}-\lambda ^{2})}}\end{pmatrix}}\end{aligned}}}
Das Linien- und Volumenelement lauten:38
{\displaystyle {\begin{aligned}{\rm {d}}{\vec {r}}=&{\vec {g}}_{r}\,{\rm {d}}r+{\vec {g}}_{\theta }\,{\rm {d}}\theta +{\vec {g}}_{\lambda }\,{\rm {d}}\lambda \\{\rm {d}}s^{2}:=&|{\rm {d}}{\vec {r}}|^{2}={\rm {d}}r^{2}+{\frac {r^{2}(\theta ^{2}-\lambda ^{2})}{(\theta ^{2}-b^{2})(c^{2}-\theta ^{2})}}{\rm {d}}\theta ^{2}+{\frac {r^{2}(\theta ^{2}-\lambda ^{2})}{(c^{2}-\lambda ^{2})(b^{2}-\lambda ^{2})}}{\rm {d}}\lambda ^{2}\\{\rm {d}}V=&{\frac {-r^{4}(\theta ^{2}-\lambda ^{2})}{(c^{2}-b^{2})bcyz}}{\rm {d}}r\,{\rm {d}}\theta \,{\rm {d}}\lambda \end{aligned}}}
Die Basisvektoren bilden demnach ein Rechtssystem, wo das Produkt bcyz im Nenner des Volumenelements negativ ist.

## Operatoren in Kegelkoordinaten
Wegen der länglichen Ausdrücke für die metrischen Faktoren, wird auf die allgemeine Darstellung der Operatoren Gradient, Divergenz und Rotation eines Vektorfeldes im Hauptartikel verwiesen.
Der Laplace-Operator ist::38
{\displaystyle {\begin{aligned}\Delta f=&{\frac {\partial ^{2}f}{\partial r^{2}}}+{\frac {2}{r}}{\frac {\partial f}{\partial r}}+\dots \\&\dots +{\frac {1}{r^{2}(\theta ^{2}-\lambda ^{2})}}{\Bigg \{}(\theta ^{2}-b^{2})(c^{2}-\theta ^{2}){\frac {\partial ^{2}f}{\partial \theta ^{2}}}-\theta (2\theta ^{2}-b^{2}-c^{2}){\frac {\partial f}{\partial \theta }}+\dots \\&\qquad \qquad \qquad \qquad \;\dots +(b^{2}-\lambda ^{2})(c^{2}-\lambda ^{2}){\frac {\partial ^{2}f}{\partial \lambda ^{2}}}+\lambda (2\lambda ^{2}-b^{2}-c^{2}){\frac {\partial f}{\partial \lambda }}{\Bigg \}}\end{aligned}}}

## Lösung der Laplace- und Helmholtz-Gleichung in Kegelkoordinaten
Kegelkoordinaten bieten sich bei der Lösung von Randwertaufgaben an, in denen die Ränder kugel- oder kegelförmig sind.:1 Die Lösung wird erleichtert, wenn eine Trennung der Variablen gelingt, was in Kegelkoordinaten immer möglich ist:7:511 Dazu wird der Separationsansatz:39
{\displaystyle \phi (r,\theta ,\lambda )=R(r)\cdot \Theta (\theta )\cdot \Lambda (\lambda )}
in die Helmholtz-Gleichung {\displaystyle \Delta \phi +\kappa ^{2}\phi =0} eingesetzt. Die Faktoren bestimmen sich dann aus den drei gewöhnlichen Differenzialgleichungen:39
{\displaystyle {\begin{aligned}{\frac {\partial ^{2}R}{\partial r^{2}}}+{\frac {2}{r}}{\frac {\partial R}{\partial r}}+\left(\kappa ^{2}-{\frac {\alpha _{2}}{r^{2}}}\right)R=&0\\(\theta ^{2}-b^{2})(c^{2}-\theta ^{2}){\frac {\partial ^{2}\Theta }{\partial \theta ^{2}}}-\theta (2\theta ^{2}-b^{2}-c^{2}){\frac {\partial \Theta }{\partial \theta }}+(\alpha _{2}\theta ^{2}-\alpha _{3})\Theta =&0\\(b^{2}-\lambda ^{2})(c^{2}-\lambda ^{2}){\frac {\partial ^{2}\Lambda }{\partial \lambda ^{2}}}+\lambda (2\lambda ^{2}-b^{2}-c^{2}){\frac {\partial \Lambda }{\partial \lambda }}-(\alpha _{2}\lambda ^{2}-\alpha _{3})\Lambda =&0\end{aligned}}}
Denn die Helmholtz-Gleichung lautet mit dem Ansatz:
{\displaystyle {\begin{aligned}\Delta \phi =&{\frac {\partial ^{2}R}{\partial r^{2}}}\Theta \Lambda +{\frac {2}{r}}{\frac {\partial R}{\partial r}}\Theta \Lambda +\dots \\&\dots +{\frac {1}{r^{2}(\theta ^{2}-\lambda ^{2})}}{\Bigg \{}(\theta ^{2}-b^{2})(c^{2}-\theta ^{2})R{\frac {\partial ^{2}\Theta }{\partial \theta ^{2}}}\Lambda -\theta (2\theta ^{2}-b^{2}-c^{2})R{\frac {\partial \Theta }{\partial \theta }}\Lambda +\dots \\&\qquad \qquad \qquad \quad \dots +(b^{2}-\lambda ^{2})(c^{2}-\lambda ^{2})R\Theta {\frac {\partial ^{2}\Lambda }{\partial \lambda ^{2}}}+\lambda (2\lambda ^{2}-b^{2}-c^{2})R\Theta {\frac {\partial \Lambda }{\partial \lambda }}{\Bigg \}}+\dots \\&\dots +\kappa ^{2}R\Theta \Lambda =0\end{aligned}}}
Multiplikation mit {\displaystyle {\tfrac {r^{2}}{R\Theta \Lambda }}} liefert umgestellt:
{\displaystyle {\begin{aligned}&{\frac {r^{2}}{R}}{\frac {\partial ^{2}R}{\partial r^{2}}}+{\frac {2r}{R}}{\frac {\partial R}{\partial r}}+\kappa ^{2}r^{2}+\dots \\&\dots +{\frac {1}{\theta ^{2}-\lambda ^{2}}}{\Bigg \{}(\theta ^{2}-b^{2})(c^{2}-\theta ^{2}){\frac {\frac {\partial ^{2}\Theta }{\partial \theta ^{2}}}{\Theta }}-\theta (2\theta ^{2}-b^{2}-c^{2}){\frac {\frac {\partial \Theta }{\partial \theta }}{\Theta }}+\dots \\&\qquad \qquad \qquad \dots +(b^{2}-\lambda ^{2})(c^{2}-\lambda ^{2}){\frac {\frac {\partial ^{2}\Lambda }{\partial \lambda ^{2}}}{\Lambda }}+\lambda (2\lambda ^{2}-b^{2}-c^{2}){\frac {\frac {\partial \Lambda }{\partial \lambda }}{\Lambda }}{\Bigg \}}=0\end{aligned}}}
Weil nur die Terme in der ersten Zeile vom Radius r abhängen, ergänzen sie sich in Summe zu einer Konstanten α2:
{\displaystyle {\frac {r^{2}}{R}}{\frac {\partial ^{2}R}{\partial r^{2}}}+{\frac {2r}{R}}{\frac {\partial R}{\partial r}}+\kappa ^{2}r^{2}=\alpha _{2}}
Diese eingesetzt erlaubt auch θ und λ zu trennen:
{\displaystyle {\begin{aligned}&(\theta ^{2}-b^{2})(c^{2}-\theta ^{2}){\frac {\frac {\partial ^{2}\Theta }{\partial \theta ^{2}}}{\Theta }}-\theta (2\theta ^{2}-b^{2}-c^{2}){\frac {\frac {\partial \Theta }{\partial \theta }}{\Theta }}+\alpha _{2}\theta ^{2}=\dots \\&\qquad \qquad \qquad \;\dots =(b^{2}-\lambda ^{2})(c^{2}-\lambda ^{2}){\frac {\frac {\partial ^{2}\Lambda }{\partial \lambda ^{2}}}{\Lambda }}+\lambda (2\lambda ^{2}-b^{2}-c^{2}){\frac {\frac {\partial \Lambda }{\partial \lambda }}{\Lambda }}-\alpha _{2}\lambda ^{2}\end{aligned}}}
Weil die Summe auf der linken Seite nur von θ und die auf der rechten nur von λ abhängt, ergeben beide eine Konstante α3, was auf die drei oben angegebenen gewöhnlichen Differenzialgleichungen zur Bestimmung der Faktoren R,Θ und Λ führt.
Die im Hauptartikel angegebene Methode zur Separation der Helmholtz-Gleichung führt mit der Stäckel-Matrix:37
{\displaystyle \mathbf {S} ={\begin{pmatrix}1&-{\frac {1}{r^{2}}}&0\\0&{\frac {\vartheta ^{2}}{(c^{2}-\vartheta ^{2})(\vartheta ^{2}-b^{2})}}&{\frac {-1}{(c^{2}-\vartheta ^{2})(\vartheta ^{2}-b^{2})}}\\0&{\frac {-\lambda ^{2}}{(b^{2}-\lambda ^{2})(c^{2}-\lambda ^{2})}}&{\frac {1}{(b^{2}-\lambda ^{2})(c^{2}-\lambda ^{2})}}\end{pmatrix}}}
und den Funktionen
{\displaystyle f_{1}=r^{2},\;f_{2}={\sqrt {(\theta ^{2}-b^{2})(c^{2}-\theta ^{2})}},\;f_{3}={\sqrt {(b^{2}-\lambda ^{2})\,(c^{2}-\lambda ^{2})}}}
auf ein vergleichbares Ergebnis.